# Laphria nusoides
Laphria nusoides är en tvåvingeart som beskrevs av Stanley Willard Bromley 1931. Laphria nusoides ingår i släktet Laphria och familjen rovflugor.
Artens utbredningsområde är Madagaskar. Inga underarter finns listade i Catalogue of Life.